# قائمة المواقع والمعالم المصنفة في ولاية غرداية
هذه قائمة حصرية للمواقع الأثرية و المعالم التاريخية المصنفـــة حسب وزارة الثقافة والاتصال (الجزائر) لولاية غرداية
| رقم    | اسم                   | وصف | موقع | مدينة | قسم    | الإحداثيات | صورة |
| ------ | --------------------- | --- | ---- | ----- | ------ | ---------- | ---- |
| 47-001 | أسوار بني يزقن غرداية |     |      |       | غرداية |            | صورة |
| 47-002 | وادي ميزاب غرداية     |     |      |       | غرداية |            | صورة |
| 47-003 | قصر متليلي            |     |      |       | غرداية |            | صورة |